# Verdelingsplannen Zuidelijke Nederlanden

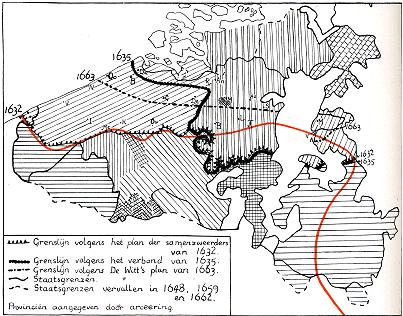
Verdelingsplannen van Frankrijk en de Republiek

De benoemde verdelingsplannen van de Zuidelijke Nederlanden werden gepland aan het einde van de Tachtigjarige Oorlog, en voor de Devolutieoorlog.

## Achtergrond
In de afgelopen eeuwen zijn er diverse plannen gemaakt door buurlanden om de Spaanse Nederlanden in te lijven. Deze plannen zijn voornamelijk in deze fase gebleven. Al heeft Frankrijk in de diverse oorlogen in de 17e eeuw, delen van de Spaanse Nederlanden ingelijfd en gedeeltelijk wederom af moeten geven in vredesverdragen.  Voor meer detail, zie: Vlaanderen (Franse provincie).

## Plannen
Verdelingsplannen met betrekking tot de Spaanse Nederlanden/Zuidelijke Nederlanden.
- 1632 Bilateraal verdelingsplan van de Zuidelijke Nederlanden
- 1632 Verdelingsplan Van den Bergh en Warfusee
- 1635 Verdelingsplan 'de grens der taele'
- 1663 Verdelingsplan “de Witt”

Verdelingsplan Van den Bergh en Warfusée (1632) · Verdrag van Parijs (1635) · Verdelingsplan van 1663 · Verdelingsplan Flahaut (1830)